# Dystrykt Leiria
Dystrykt Leiria (port. Distrito de Leiria) – leży w portugalskim regionie Centrum, stolicą dystryktu jest Leiria.
Dystrykt podzielony jest na 16 gmin:
- Alcobaça
- Alvaiázere
- Ansião
- Batalha
- Bombarral
- Caldas da Rainha
- Castanheira de Pera
- Figueiró dos Vinhos
- Leiria
- Marinha Grande
- Nazaré
- Óbidos
- Pedrógão Grande
- Peniche
- Pombal
- Porto de Mós